# Gilliesia
Gilliesia é um género botânico pertencente à família Amaryllidaceae...